# 喧嘩独学
『喧嘩独学』（けんかどくがく、朝: 싸움독학 サウムドカク、英:How To Fight）は、韓国の漫画家・T.Jun（박태준 パク・テジュン）原作、金正賢作画によるWeb漫画（ウェブトゥーン）。

## 概要
スクールカースト最下位の貧しい少年・志村光太が、動画サイトで喧嘩を配信して人気を博し、のし上がっていく物語。格闘技の知識を多用した喧嘩シーンに加え、動画サイト「ニューチューブ」の配信で生計を立てる「ニューチューバー」達の人間模様が描かれる。
韓国のポータルサイト・NAVERで2019年11月15日から連載されている。
日本では2020年4月4日からLINEマンガで連載されており、T.Junの代表作『外見至上主義』と同じく、舞台が日本に移され大半の登場人物が日本名に変更されている。
2022年3月、日本の「第25回⽂化庁メディア芸術祭・マンガ部門」で「審査委員会推薦作品」に選出された。

## あらすじ
母子家庭で育った高校2年生の志村光太は、学校では人気ニューチューバーで番長のハマケンや手下のカネゴンにいじめられ、放課後はバイトを掛け持ちする生活を送っていた。志村はある日、強引にカネゴンのゲーム実況を手伝わされるが、配信中にカネゴンと始めた喧嘩がネット上で大きな話題となる。「喧嘩動画を配信すれば金儲けできる」と気付いた志村は、母の入院費用を稼ぐために喧嘩系ニューチューバー「喧嘩独学」となることを決意する。
喧嘩の知識がない志村だったが、ニューチューブで偶然『闘鶏』と名乗る男が喧嘩の方法を教える動画を発見し、動画通りにトレーニングして次々に勝利を収める。やがて志村は、人気の料理系ニューチューバーである佐伯コージや、その背後の裏社会との戦いに巻き込まれていく。

## 登場人物
名前は日本語版 / 原語版の順に記載。
声の項は特記のない場合、テレビアニメ版の声優。

### 志村光太カンパニー
志村 光太（しむら こうた） / 유호빈（ユ・ホビン）
声 - 丹羽哲士 / 小野友樹（PV・限定動画）
本作の主人公で高校2年生。身長は170cmにもみたない小柄な体格であり、学校ではハマケン達にいじめられていた。入院中の母に代わりバイトをいくつも掛け持ちして生活費を稼ぐ孝行息子である。
カネゴンとの喧嘩動画をきっかけに「喧嘩独学」チャンネルを開設し、「闘鶏」の動画を視聴して格闘技の技を身につけていく。後にニューチューバーのグループ「志村光太カンパニー」を設立し社長に就任する。
秋やルミなど多くの女性に好意を抱かれるが、両想いの朝宮との関係も含めて恋愛には疎い。
喧嘩中は「殴られても痛くない方法！」など、闘鶏に教わった技を繰り出しながら名称を叫ぶことがある。
視聴者の「新庄に3分間殴られ続けたら金をやる」などの要求に応じ、怪我しても投げ銭の通知音を聞くだけで元気になるほどの守銭奴。一方で正義感は強く、コージや244 (西羅志郎) らの悪事を見逃すことができない。
金子 亨（かねこ とおる） / 우지혁（ウ・ジヒョク）
声 - 岡本信彦
通称カネゴン。家庭が裕福で撮影用機材を所有していたため、ハマケンのカメラマンを務めていた。当初はハマケンと一緒に志村をいじめていたが、志村との喧嘩がきっかけでスクールカースト下位に転落する。
ハマケン失脚後は金目当てで志村に動画配信を持ちかけ、喧嘩独学チャンネルのカメラマンとなる。初めは志村と母を貧乏人扱いして見下していたが、徐々に利害を超えた友情で結ばれていく。
八潮 秋（やしお あき） / 가을（カ・ウル）
声 - ファイルーズあい / 竹達彩奈（限定動画）
志村達より1学年下の高校1年生。志村の喧嘩動画に格闘技の知識を活かした的確なコメントをしており、動画編集者募集に応じて喧嘩独学に加わる。自身も格闘技の心得があり、小雪による騒動時には彼女と戦った。
クリーニング店を営む父と2人暮らしの帰国子女で、おじさんのような口調で話す。密かに志村に恋心を抱いており、少女らしい口調を心掛けたこともある。ルミと朝宮をライバル視している。志村光太カンパニーでは「雇われ社長」に就任した。
「喧嘩独学」と書かれたノートや公開前の喧嘩レクチャー動画を所有しており、闘鶏と何らかの関わりがある。
目黒 ルミ（めぐろ ルミ） / 여루미（ヨ・ルミ）
声 - 青山吉能 / 竹達彩奈（限定動画）
志村の同級生で美容系ニューチューバー。ハマケンと動画でコラボし志村へのいじめも傍観していたが、喧嘩独学の人気が高まると志村とのコラボを希望する。道成に好意を持たれるが、ルミ自身は志村の優しさに惹かれている。
志村にはお金持ちのお嬢様だと思われていたが、実際は狭いアパートで一人暮らししており、両親の顔も知らない。小雪による暴露に対抗するため、ニューチューブで素性を明かした。
新庄 玲央（しんじょう れお） / 성태훈（ソン・テフン）
声 - 石川界人 / 岡本信彦（限定動画）
元テコンドー選手で、ゲームセンターで対戦相手に「100円ある？」と尋ねては喧嘩を吹っ掛ける少年。
クールなイケメンであり、彼が動画に登場するとファンのコメントが殺到する。志村との対決に敗北してからは、態度こそ素っ気ないが動画配信に協力するようになる。自身もチャンネル「テコ玲央TV」を開設し、動画数ゼロの段階で10万人の登録者を獲得した。
父も元テコンドー選手であり、現在は道場を営んでいる。暴走族との喧嘩で友人・宅間圭を死なせた過去があり、彼のように親の「人形」になって生きる者が許せない。
ファン・ミンギ / 황만기
声 - 前野智昭
シルムの天下壮士（相撲の横綱に相当）であり、身長207cm・体重151kgの巨体を持つ。現役引退後は市場で働きながら、より強い相手を求めて喧嘩を仕掛けている。実は若くしてハゲに悩んでおり、常にカツラを着用している。
日本語版でも韓国人であり、「海を越えた」設定になっている。

### XJカンパニー
佐伯 コージ（さえき コージ） / 백성준（ペク・ソンジュン）
創作和食処のオーナーで、「XJカンパニー」トップとしてニューチューバーを束ねる、登録者約500万人の人気料理系ニューチューバー。和服が似合う長身の優男で、限られた人間を除き丁寧な敬語で話す。国会議員・山岡の後継者として政界入りを期待されている。喧嘩独学として人気を博した志村に目を付け、利用を目論む。
志村と同じく貧しい母子家庭で育った過去を持つ。柔道日本代表選手として活躍するが、水商売の母を助けるため八百長試合で3,000万円を稼いだ末、恩師に裏切られて母を失い絶望する。関東一の暴走族に一人で勝利してヘッドになり、ヤクザに入門して「笑い鬼」の二つ名で恐れられる。しかし組長に騙され実の父を殺してしまい、組長達を殺して警察とヤクザ双方に追われる逃亡生活を送る。日本から逃れるため乗り込んだ密漁船で244に出会い、少年院で猛勉強してビジネスに目覚める。
韓国語版では在日韓国人であり、日本から韓国に渡るまでの経歴も同様である。
西羅 志郎（にしら しろう） / 이진호（イ・ジノ）
「244」の名で活動する美容・動物系ニューチューバー。正体は国際犯罪組織「新国際派」のトップであり、山岡ら国会議員とのつながりもある。
常に冷静沈着で薄笑いを浮かべているが、素性を知られることを恐れており、本名を呼ばれると激昂する。
藤井 翔（ふじい しょう） / 지연우（チ・ヨヌ）
勉強する姿を配信するチャンネル登録者数180万人の勉強系ニューチューバーであり、朝宮の同級生。成績優秀かつボランティア活動に熱心で容姿端麗なため、女性の視聴者や同級生からの人気が高い。かつては極真空手の選手だった。
ニューチューブはコージの「動画で監視して勉強部屋から出させない」という提案により、官僚の父が始めさせた。新庄との喧嘩と父に対する襲撃事件を経てからは極真空手を再開し、勉強漬けの生活からは解放されたようである。
村上 直哉（むらかみ なおや） / 이현수（イ・ヒョンス）
「喧嘩オタク」として突如現れたニューチューバー。志村に似た容姿で「喧嘩独学」に似た動画を配信し、著作権侵害で喧嘩独学チャンネルを停止させた。
正体はキックボクシングを得意とするヤクザの一員である。志村を脅迫してチャンネル運営権を奪おうとするが、敗北する。
コージに切り捨てられてからは何度か志村達の暴露動画に協力する。
長瀬 道成（ながせ みちなり） / 한왕국（ハン・ワングク）
小雪の兄で、アウトボクサー。虐待されていた小雪を守るため実の父親に重傷を負わせ、少年院に服役する。服役中に出会ったコージに格闘技を学んでのし上がるように助言され、少年院のボクシング部で58戦58勝40KOの記録を打ち立てた。
志村に敗れると礼を言い、「ワンパンチTV」の動画をすべて削除した。
コージとの決別後は撮影スタジオに就職し、モデルとして訪れたルミと再会する。ポルノ動画に出演させられそうになったルミを救うためスタッフ達と戦うが、同じく少年院ボクシング部出身の土井に敗れ、244に拉致された。
長瀬 小雪（ながせ こゆき） / 한겨울（ハン・ギョウル）
道成の妹で「ワンパンチTV」を運営する暴露系ニューチューバー。事実と誇張を入り混ぜてスキャンダルをでっち上げた動画を配信し、ターゲットを社会的に抹殺している。兄と同じくボクサーであり、インファイトを得意とするが、秋に敗れた。
志村達に敗れて道成に動画を削除された現実を認められず、橋の上から海（韓国語版では漢江）に飛び降りる様子を実況中継する。しかし結局自力で陸まで泳いで助かり、動画配信を再開した。
榮 裕典（さかえ ゆうすけ） / 주지수（チュ・ジス）
アウトドア動画を配信する野生系ニューチューバー「テキトーチャンネル」運営者で、ブラジリアン柔術の使い手。親しい女性に性犯罪を行った過去があるが、殺人犯に制裁を加える動画を配信して人気を回復させた。
コージの指示でチャンネル運営権を賭けて志村達と戦い、敗北した。
榮 清志（さかえ きよし） / 주혁수（チュ・ヒョクス）
裕典の弟で「テキトーチャンネル」メンバー。髭を蓄えた中年男性のような外見のボディビルダーだが、志村達と同年代の少年である。201cm・155kgの巨体であり、似た体格のミンギと対決する。
堀田 竜二（ほった りゅうじ） / 정찬（チョン・チャン）
暴走族グループ「スキッド」のリーダーで、扇の従兄弟。減刑される未成年の「触法少年」であることを利用して犯罪を繰り返していた。スキッドのメンバーは新庄の友人・宅間の死に関与している。
コージの指示で官僚である藤井の父を襲撃するが、志村達によってコージともども悪事を暴露される。コージに切り捨てられて裕典に下半身の関節を粉砕され、警察に追われる身となった。

### 政界関係者
翔の父 / 지상태（チ・サンテ）
藤井翔の父で官僚。息子を医師にするため勉強漬けの生活を強要している。コージを介して裏社会と取引していたが、ヤクザとの取引を持ち掛けられた際は、翔のニューチューバー引退を理由に断った。コージの報復で堀田に襲撃され、重傷を負って入院する。
襲撃事件がコージの差し金であることを口止めするが、息子が志村達の動画配信に協力して真相を明かした際には誇らしく思っていた。
山岡 太志（やまおか ふとし） / 주태산（チュ・テサン）
現職国会議員。コージにマネーロンダリングを依頼しており、自身の後継者として政界入りすることを勧めている。しかしコージに利用価値があるため付き合っているに過ぎず、実際は244に信頼を置いている。
猪俣 麻衣子（いのまた まいこ） / 황희연（ファン・ヒヨン）
コージの恋人。検察官で、父は現職国会議員である。244の正体を暴くため志村達に協力する。
コージの裁判を担当し、被告人と検事という立場を超えて惹かれ合う仲になった。藤井の父とヤクザが対面する場面に同席している。
猪俣 正和（いのまた まさかず） / 황용（ファン・ヨン）
現職国会議員で麻衣子の父。麻衣子に紹介され志村に出会うが、244に目を付けられた以上助からないと考え突き放す。自身も不正に手を染めた過去があり、山岡の存在を苦々しく思っている。初老とは思えない屈強な肉体を持つ。

### 新国際派
土井 界人（どい かいと） / 오동석（オ・ドンソク）
道成が就職した撮影スタジオの社長で、実態は244の配下。一見すると小柄で小太りの男性だが、道成と同じく少年院のボクシング部出身であり、数多くのボクシング大会でチャンピオンとなった経歴を持つ。
名無し（ななし） / 무명（ムミョン）
タイ出身の元軍人。244に拉致された道成の前に登場した。後にコージと志村の前に現れ銃を突き付ける。
リ・マンギル / 리만길
北朝鮮出身のテコンドーの使い手。新庄と対戦する。
ダニエル・スミス / 다니엘 스미스
元MMA選手で、扇との対戦経験もある。志村と戦う。
ミスタードレック / Mr.드렉
アメリカ・ボルティモア出身。競技は不明だが、ナックルによる打撃で藤井と戦う。

### 志村の知人・その他
朝宮 夏帆（あさみや かほ） / 최보미（チェ・ボミ）
声 - 石川由依 / 竹達彩奈（限定動画）
志村がバイトしていたハンバーガーショップの同僚で、店のアイドル。彼女がハマケンに絡まれた際に志村が「強くなって朝宮を守りたい」と願ったことが喧嘩独学を始めたきっかけでもある。扇の小学校時代の同級生で、現在は藤井と同じ高校に在籍している。
実は中学生の頃に志村に出会って一目ぼれし、志村に会うために同じ店でバイトを始めたが、志村自身は覚えていない。
父が医師で裕福であるため世間知らずなところがあり、「短期間バイトすれば200万円くらい退職金をもらえる」と勘違いしていた。
扇 達也（おうぎ たつや） / 김문성（キム・ムンソン）
声 - 中村悠一
志村の同級生で、総合格闘技の選手。喧嘩独学の動画を視聴し、素人ながら喧嘩の素質がある志村の実力を見抜く。朝宮とは小学生の頃からの友人で、彼女と親しい志村に嫉妬する一面もある。
かつては暴走族「スキッド」のNo.2だったが、ローガン・グレイシーとの出会いにより力を格闘技に活かすようになった。暴走族時代に新庄と喧嘩して敗れるが、総合格闘技の試合で再戦し雪辱を遂げる。
ハマケン / 빡고（パッコ）
声 - 武内駿輔
志村のクラスの番長で、チャンネル登録者70万人の人気ニューチューバー。志村をいじめていたが、喧嘩に目覚めた志村に敗北して悪事も暴露され、地位を失う。
後にコージに唆され、母親を利用して志村をおびきだすが、成長した志村の相手にもならなかった。
闘鶏（とうけい） / 쌈닭（サムダク）
声 - 杉田智和（限定動画・テレビアニメ）
志村がニューチューブで偶然検索して発見したチャンネル「dokugakukennka」（독학 싸움）で「〇〇に勝つ方法」という喧嘩のレクチャー動画を配信する男。志村の実質的な師匠である。ニワトリのマスクを被っており素顔は窺い知れず、片言の日本語を話す。過去にタイで244の部下を壊滅させた。後に「喧嘩の神」と呼ばれる。
T.Jun原作の漫画「人生崩壊」には、彼が初めて「闘鶏」と呼ばれる回想シーンがある。
志村 美由紀（しむら みゆき） / 박지현（パク・チヒョン）
声 - 本名陽子
志村光太の母。ガンで入院しており、息子の生活と将来を心配している。息子が喧嘩独学を配信していることには気付いていない。
退院後はXJカンパニーと契約させられ、「新しい仕事」と称してハマケンの動画に出演し晒し者にされるが、志村の報復により中止させられた。
おへそ三銃士（おへそさんじゅうし） / 배꼽 도둑들（ペッコプ トドゥットゥル）
志村達と同じ高校に通う1年生で、登録者数70万人の3人組ニューチューバー。学校では秋をいじめ、街では朝宮にドッキリ動画を仕掛けて怪我を負わせた。志村との喧嘩に負け、やらせを暴露されてチャンネルを閉鎖する。
秋の父 / 가을의 아버지（カ・ウレ アボジ）
「八潮クリーニング店」を営み父子家庭を支える秋の父。格闘技の選手だった過去があり、ローガン・グレイシーと旧知の仲。名字は八潮（カ）と思われるがフルネーム不明。
新庄 修（しんじょう おさむ） / 성한수（ソン・ハンス）
新庄玲央の父でテコンドー道場経営者。扇に敗れた息子に実戦向けの「ITFテコンドー」を伝授した。テコンドー9段に加え極真空手9段の実力を持つ。後に「テコンドーの伝説」と呼ばれる。
スピンオフ作品「キム部長」（김부장, 未邦訳）では主要人物となる。
宅間 圭（たくま けい） / 이도운（イ・ドウン）
新庄の中学校時代の同級生。親に勉強するように言われて素直に従う「人形」だったが、新庄にテコンドーに誘われて親しくなる。新庄の技を見ただけで「1080度回転キック」を修得するなど、格闘技の素養があった。
暴走族との喧嘩に巻き込まれて死亡し、新庄の心に傷を残す。
ローガン・グレイシー / 로건 그레이시（Logan Gracie）
声 - ボルケーノ太田
総合格闘技MMAの選手で、扇が所属するジムの館長。喧嘩独学の配信を見て志村が「闘鶏」の動画で喧嘩を学んだと確信し、彼を拉致する。しかし日本語が片言で意思疎通できなかったため、すぐに解放した。
後に日本語を学び直し、流暢に喋れるようになった。喧嘩の奥義を求めてジムを訪れた志村に試練を課す。
マキ / 민정（ミンジョン）
堀田竜二の彼女。堀田が藤井の父を襲撃した際にバイクを運転する。コージからの報酬100万円中10万円しかもらえず、日常的に暴力を振るわれていたため、堀田を見限ってルミに事件の真相を証言する。

## テレビアニメ
2024年4月から6月までフジテレビの『+Ultra』枠ほかにて放送された。

### スタッフ
- 原作 - PTJ cartoon company[8]
- 作画 - 金正賢[8]
- 監督・絵コンテ - 菱田正和[8]
- シリーズ構成 - 大野敏哉[8]
- キャラクターデザイン・総作画監督 - 宮﨑里美[9]
- アクションディレクター・プロップデザイン - 鈴木勘太[9]
- 色彩設計 - 水野愛子[9]
- 美術監督 - 林竜太[9]
- 美術設定 - 田中裕一郎
- 撮影監督 - 渡邉有正[9]
- 編集 - 本田優規[9]
- CGディレクター - オクニシノリアキ
- モデリングディレクター - 乙幡泰秀
- 音響監督 - 濱野高年[9]
- 音響効果 - 和田俊也
- 音楽 - やまだ豊[8]
- 音楽制作 - フジパシフィックミュージック
- プロデュース - スロウカーブ[8]
- プロデューサー - 森彬俊、米森裕人
- アニメーションプロデューサー - 乙川将志[9]
- アニメーション制作 - オクルトノボル[8]
- 制作 - 喧嘩独学製作委員会（フジテレビジョン、クランチロール、LINE Digital Frontier、電通、スロウカーブ、BSフジ、ギャガ）

### 主題歌
「Wild Boy」
MA55IVE THE RAMPAGEによるオープニングテーマ。作詞はLIKIYOとKENTA KAMIYAとYAMASHOとSHOHEIとTAKAHIDE SUZUKI、作曲はChris WahleとAndreas OhrnとHenrik Smith、編曲はChris Wahle。
「バイラルハック」
Crab 蟹 Clubによるエンディングテーマ。作詞・作曲はKumoHana、編曲はCrab 蟹 Club。

### 各話リスト
| 話数 | サブタイトル   | 脚本       | 演出              | 作画監督                                                                   | 総作画監督        | 初放送日       |
| ---- | -------------- | ---------- | ----------------- | -------------------------------------------------------------------------- | ----------------- | -------------- |
| #1   | 初投稿         | 大野敏哉   | 菱田正和          | 渡辺浩二 清水勝祐 入江俊博 山下聖美                                        | 宮﨑里美          | 2024年 4月11日 |
| #2   | 強くならなきゃ | 大野敏哉   | 江副仁美          | 入江俊博 清水勝祐 山下聖美 慧敏 拾月動画                                   | 宮﨑里美 渡辺浩二 | 4月18日        |
| #3   | デート         | 大野敏哉   | 菱田正和          | 申羅羅 北條直明 岩崎亮                                                     | 宮﨑里美 渡辺浩二 | 4月25日        |
| #4   | 屈辱           | 大野敏哉   | 菱田正和          | 清水勝祐 入江俊博 拾月動画 光の園・アニメーション                          | 宮﨑里美 渡辺浩二 | 5月2日         |
| #5   | 友達           | 大野敏哉   | 菱田正和          | STUDIO MASSKET 徐蘭 葛玉东                                                 | 渡辺浩二          | 5月9日         |
| #6   | 悪魔           | 何万字角蔵 | 井上凛人          | 飯飼一幸 石塚空良 Revival スタジオ・ミュウ 暁・火鳥動画制作集団 CJT 半扇門 | 宮﨑里美          | 5月16日        |
| #7   | 特訓           | 何万字角蔵 | 菱田正和 岩崎由希 | 渡辺浩二 清水勝祐 入江俊博 山下聖美 森幸子 徐蘭 葛玉东                     | 渡辺浩二          | 5月23日        |
| #8   | 実戦           | 大野敏哉   | 菱田正和          | 拾月動画 慧敏 鑫月                                                         | 宮﨑里美          | 5月30日        |
| #9   | 仲間たち       | 大野敏哉   | 岩崎由希          | 清水勝祐 入江俊博 山下聖美 森幸子 陈玉峰 蓋春垚 冯永旭                     | 渡辺浩二          | 6月6日         |
| #10  | 新たな敵       | 何万字角蔵 | 江副仁美          | 申羅羅                                                                     | 宮﨑里美          | 6月13日        |
| #11  | 胸が苦しい     | 大野敏哉   | 京極尚彦          | 清水勝祐 山下聖美 森幸子                                                   | 渡辺浩二          | 6月20日        |
| #12  | 幸せ           | 大野敏哉   | 菱田正和          | 清水勝祐 入江俊博 山下聖美 森幸子 渡辺浩二                                 | 宮﨑里美          | 6月27日        |

### 放送局
| 放送期間                | 放送時間                     | 放送局         | 対象地域   | 備考                                                      |
| ----------------------- | ---------------------------- | -------------- | ---------- | --------------------------------------------------------- |
| 2024年4月11日 - 6月27日 | 木曜 0:55 - 1:25（水曜深夜） | フジテレビ     | 関東広域圏 | 製作参加 / 『+Ultra』枠                                   |
|                         | 木曜 1:55 - 2:25（水曜深夜） | テレビ西日本   | 福岡県     |                                                           |
| 2024年4月12日 - 6月28日 | 金曜 2:25 - 2:55（木曜深夜） | 関西テレビ     | 近畿広域圏 | 初回は2:40 - 3:10に放送。                                 |
| 2024年4月14日 - 6月30日 | 日曜 1:45 - 2:15（土曜深夜） | 東海テレビ     | 中京広域圏 |                                                           |
|                         | 日曜 23:00 - 23:30           | AT-X           | 日本全域   | CS放送 / リピート放送あり                                 |
| 2024年4月15日 - 7月1日  | 月曜 1:10 - 1:40（日曜深夜） | 北海道文化放送 | 北海道     |                                                           |
| 2024年4月18日 - 7月4日  | 木曜 0:00 - 0:30（水曜深夜） | BSフジ         | 日本全域   | 製作参加 / BS放送 / 『アニメギルド』枠 / リピート放送あり |

| 配信開始日    | 配信時間                | 配信サイト |
| ------------- | ----------------------- | --- |
| 2024年4月11日 | 木曜 12:00 以降順次更新 | FOD Lemino TVer ニコニコ生放送 ABEMAプレミアム Amazon Prime Video dアニメストア DMM TV Hulu J:COM STREAM milplus Netflix TELASA U-NEXT アニメ放題 バンダイチャンネル Google TV HAPPY!動画 music.jp ニコニコチャンネル ビデオマーケット ムービーフルPlus |

### BD
| 巻  | 発売日        | 収録話         | 規格品番  |
| --- | ------------- | -------------- | --------- |
| BOX | 2024年10月4日 | 第1話 - 第12話 | GABS-2757 |

| フジテレビ +Ultra  | フジテレビ +Ultra | フジテレビ +Ultra                  |
| 前番組             | 番組名            | 次番組                             |
| ------------------ | ----------------- | ---------------------------------- |
| メタリックルージュ | 喧嘩独学          | カミエラビ（シーズン1） （再放送） |